# Utsuro-bune

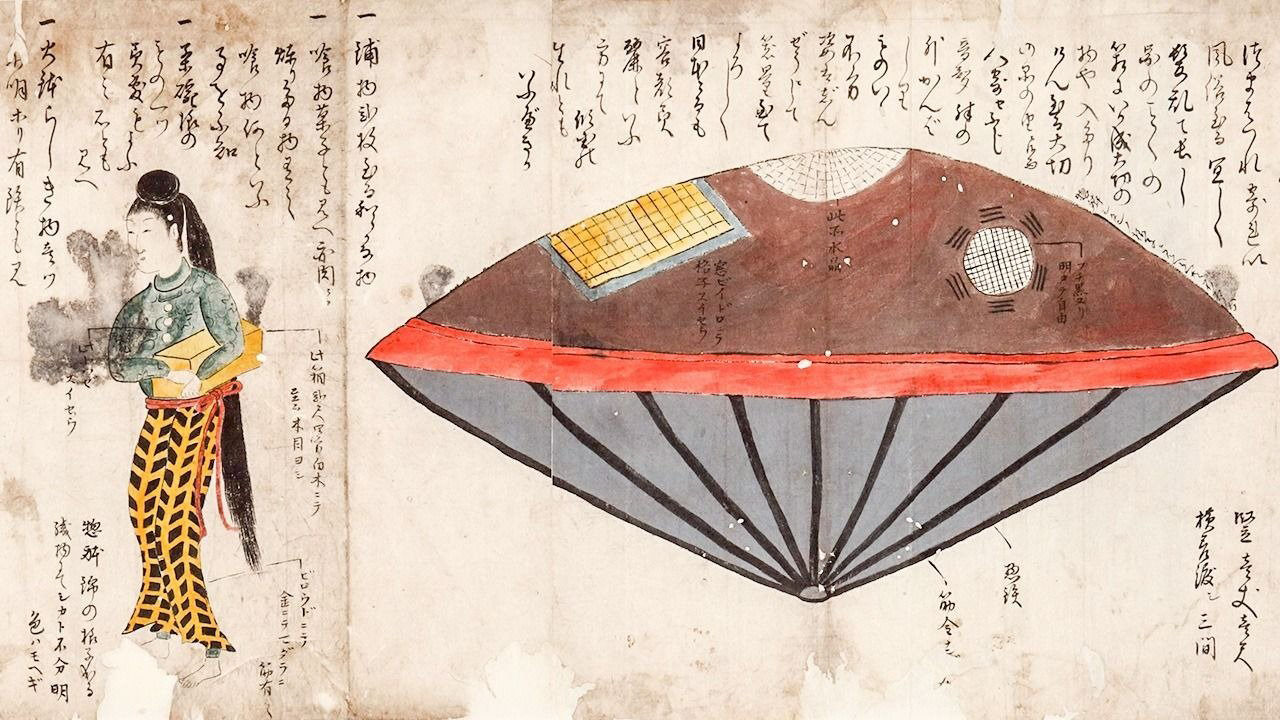
Utsuro-bune. Manjudō, el extraño barco que llegó a la orilla en el feudo de Lord Ogasawara.

El Utsuro-bune (虚舟, barco hueco?), también Utsuro-fune, o Urobune, fue un objeto desconocido que supuestamente atracó en 1803 en la Provincia de Hitachi en la costa oriental de Japón. Versiones del cuento aparecen en tres textos: Toen shōsetsu (1825), Hyōryū kishū (1835) y Ume-no-chiri (1844).
Según la leyenda, una atractiva joven de entre 18 y 20 años llegó a una playa local a bordo del barco hueco el 22 de febrero de 1803. Los pescadores la llevaron tierra adentro para investigar más, pero la mujer no sabía comunicarse en japonés; era muy diferente a todos los demás allí. Luego, los pescadores la devolvieron a ella y su barco al mar, donde se fue a la deriva.
Historiadores, etnólogos y físicos como Kazuo Tanaka y Yanagita Kunio han evaluado la leyenda como parte de una larga tradición dentro del folclore japonés. Alternativamente, ciertos ufólogos han afirmado que la historia representa evidencia de un encuentro cercano con vida extraterrestre.

## Leyenda

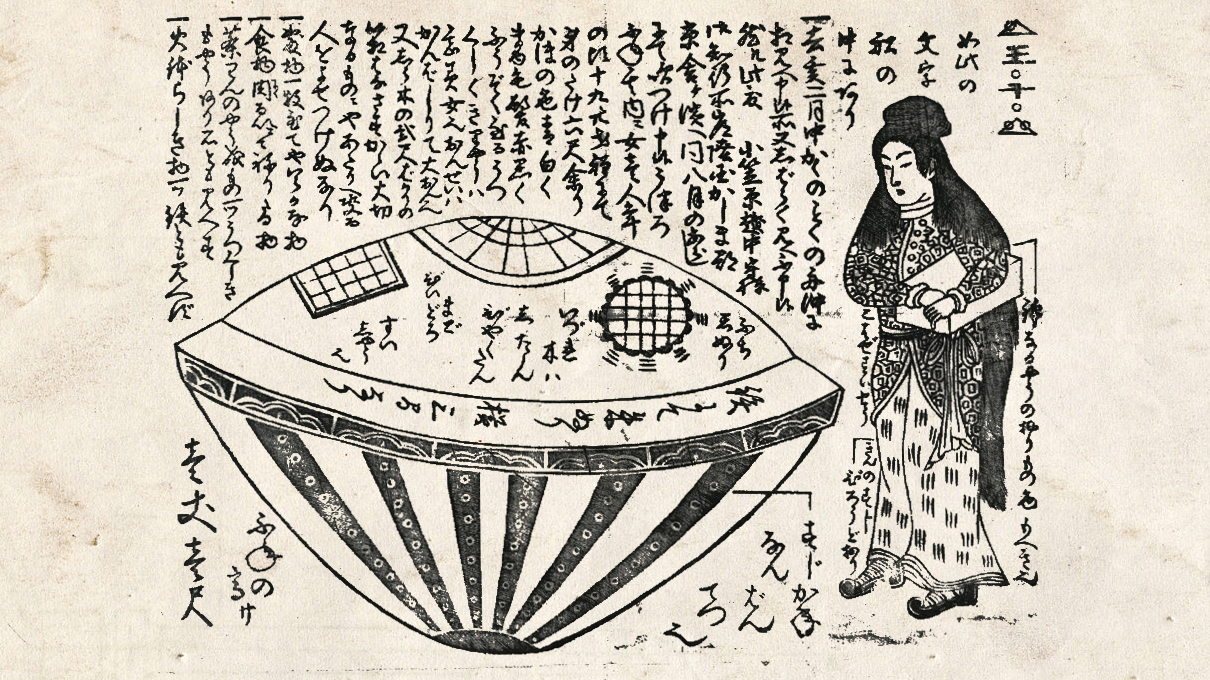
Dibujo a tinta del Utsuro-bune de Nagahashi Matajirou (1844).

## Interpretaciones

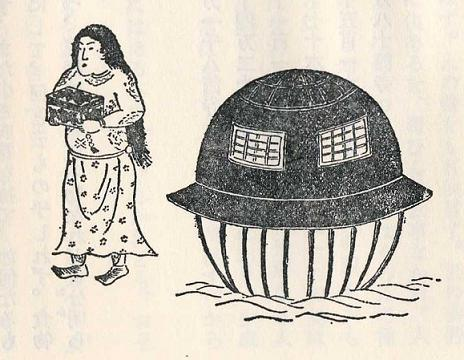
Dibujo a tinta del Utsuro-bune de Kyokutei Bakin (1825).